# جیمی گیتنز
جیمی بینو-گیتنز (انگلیسی: Jamie Bynoe-Gittens؛ زادهٔ ۸ اوت ۲۰۰۴) بازیکن فوتبال اهل انگلیس است که به عنوان وینگر چپ برای باشگاه فوتبال چلسی در لیگ برتر فوتبال انگلستان و تیم ملی انگلیس بازی می‌کند. 
وی همچنین در تیم‌های ملی فوتبال زیر ۱۶ سال انگلستان، زیر ۱۸ سال انگلستان و زیر ۱۹ سال انگلستان و زیر ۲۱سال انگلستان بازی کرده‌است.

## زندگی شخصی
جیمی باربادوسی تبار است ولی در لندن به دنیا آمده.

## دوران باشگاهی

### رده‌های پایه
بینو-گیتنز در لندن به دنیا آمد و در سن پنج سالگی کار خود را با تیم محلی کاورشم ترنتس آغاز کرد و تا هفت سالگی در آنجا ماند. مدت کوتاهی پس از آن، او به ردینگ پیوست و مدتی را نیز در چلسی گذراند. در سطح زیر ۹ سال، او ماندن در ردینگ را انتخاب کرد و تا سطح زیر ۱۴ سال در آنجا ماند، تا زمانی که تصمیم گرفت با منچسترسیتی امضا کند و پیشنهاد آرسنال را در این روند رد کرد.
بینو-گیتنز پس از دو سال حضور در منچسترسیتی، در سال ۲۰۲۰ به آلمان رفت و با بروسیا دورتموند قرارداد امضا کرد.

### دورتموند
درخشش او در تیم جوانان دورتموند سبب شد توسط مارکو رزه به تیم اصلی فراخوانده شود. بینو-گیتنز نخستین بازی خود در بوندس‌لیگا را در پیروزی ۶–۱ مقابل باشگاه فوتبال وولفسبورگ در ۱۶ آوریل ۲۰۲۲ انجام داد. در ۱۲ اوت ۲۰۲۲، او نخستین گل خود در بوندس‌لیگا را در پیروزی ۳–۱ خارج از خانه مقابل باشگاه فوتبال فرایبورگ به ثمر رساند.
در ۱۶ اوت ۲۰۲۲، بینو-گیتنز قرارداد جدیدی تا ژوئن ۲۰۲۵ امضا کرد.

## دوران ملی
او باربادوسی تبار است ولی در رده‌های پایه برای تیم ملی فوتبال انگلستان بازی کرده‌است.
در ۱۷ ژوئن ۲۰۲۲، بینو-گیتنز در ترکیب تیم ملی فوتبال زیر ۱۹ سال انگلستان برای مسابقات قهرمانی اروپا زیر ۱۹ سال ۲۰۲۲ قرار گرفت. او نخستین بازی زیر ۱۹ سال خود را به عنوان یک تعویض در دقیقه ۸۰ در جریان بازی افتتاحیه انگلیس در مسابقات، پیروزی ۲–۰ مقابل تیم ملی فوتبال زیر ۱۹ سال اتریش در اسلواکی انجام داد. بینو-گیتنز در فینال بازی را در ترکیب اصلی آغاز کرد که انگلیس با پیروزی ۳–۱ در وقت اضافه مقابل تیم ملی فوتبال زیر ۱۹ سال اسرائیل در ۱ ژوئیه ۲۰۲۲ قهرمان مسابقات شد.

## افتخارات

### تیم ملی انگلستان
- قهرمان زیر ۱۹ سال اروپا: ۲۰۲۲